# Valdemorillo
Valdemorillo és un municipi de la Comunitat de Madrid. Limita al nord amb El Escorial, a l'oest amb Robledo de Chavela i Navalagamella, a l'est amb Colmenarejo i al sud amb Villanueva de la Cañada i Quijorna.

## Demografia
| 1996  | 1998  | 1999  | 2000  | 2001  | 2002  | 2003  | 2004  | 2005  | 2006  | 2007   |
| ----- | ----- | ----- | ----- | ----- | ----- | ----- | ----- | ----- | ----- | ------ |
| 3.997 | 4.722 | 5.257 | 5.824 | 6.482 | 7.111 | 7.860 | 8.594 | 9.301 | 9.824 | 10.316 |

## Història
La història de Valdemorillo es vincula al desaparegut llogaret de Valmayor, de la qual tot just queden constàncies, més enllà de la utilització del seu topònim per a designar a l'embassament homònim, així com una ermita. Ambdós nuclis urbans van desenvolupar una intensa activitat ceramista, donada l'existència d'abundants jaciments argilencs en la conca del riu Aulencia. Durant l'edat mitjana, Valdemorillo integrava diverses fàbriques de teules, maons i cacharrería, al mateix temps que les seves forests eren utilitzats com cazaderos per diferents reis castellans, cas de Joan II i Enric IV.
La construcció del Monestir de l'Escorial, en el segle xvi, va ser mal rebuda pels vilatjans, que van veure com a part de les seves terres eren absorbides pel Reial Lloc i les aigües dels seus rierols desviades als jardins i finques escurialenques. En qualsevol cas, els beneficis aconseguits van ser molt majors, ja que de seguida va florir una potent indústria hostelera, que cobria les necessitats de pernoctació dels obrers, funcionaris i cortesans que es dirigirien a El Escorial des de Madrid. El 2 i 3 de febrer de 1574 el poble va donar recer a la comitiva que portava les restes mortals de l'emperador Carles I, pare de Felip II, que anaven a ser traslladats al panteó real del Monestir de l'Escorial.
Durant el regnat de Felip III, es van construir tres pavellons de cacera als paratges de Valdequemado, de la Casa del Pinp i de la Casa dels Plans, per a ús reial. En 1628, Felip IV va concedir al poble el Privilegi de Villazgo. El segle xviii va marcar l'inici de la decadència de Valdemorillo, el terme de la qual va deixar de ser freqüentat pels reis a efectes cinegètics. Malgrat això, encara va seguir produint ceràmica, al mateix temps que es van desenvolupar altres activitats econòmiques. És el cas de les seves pedreres de granit, de les quals van sortir els carreus de la basílica de San Francisco el Grande (Madrid), i de les seves mines de caolí, explotades per la Societat de l'Aulencia, constituïda a mitjan segle xix. Aquesta companyia va tornar a activar l'economia del poble.
En el segle xx, Valdemorillo va trobar en la construcció una altra forma de desenvolupament socioeconòmic, seguint els passos de la major part dels pobles de la Sierra del Guadarrama. A això es va afegir una incipient indústria centrada en el turisme rural.